# David Alexander Clarke
David Alexander Clarke jr. (Milwaukee, 21 augustus 1956) was van 2002 tot 2017 sheriff van Milwaukee County in de Amerikaanse deelstaat Wisconsin. In 2002 werd Clarke benoemd in de vacante positie door gouverneur Scott McCallum. Nog datzelfde jaar werd hij ook als sheriff verkozen en daarna nog driemaal herkozen (2006, 2010 en 2014). Hoewel hij geregistreerd staat als democraat in een sterk democratisch district, komen zijn politieke opvattingen meer overeen met die van conservatieve republikeinen. Hij verschijnt regelmatig als gast bij de conservatieve zender Fox News en was een spreker bij de Republikeinse Partijconventie van 2016.

## Jeugd en vroege carrière
Clarke werd in Milwaukee (Wisconsin) geboren in het gezin met vijf kinderen van paratrooper David Clarke sr. en Jeri Clarke. Hij ging naar de Marquette University High School en ging vervolgens aan de slag bij de politie in 1978 bij het Milwaukee Police Department. Hij werkte zich binnen de politie langzaam maar zeker over een periode van 24 jaar. Hij was elf jaar patrouillerend agent en ging vervolgens naar de recherche-afdeling belast met moordzaken. In 1993 werd hij gepromoveerd tot luitenant bij de recherche en in 1999 tot captain. In dat jaar behaalde hij een bachelor in Management of Criminal Justice van de Concordia-universiteit in Wisconsin. Clarke woont met zijn vrouw aan de noordwestelijke zijde van Milwaukee.

## Sheriff van Milwaukee
In januari 2002 nam de sheriff van Milwaukee County, Leverett F. Baldwin, ontslag om met pensioen te gaan. Clarke was een van de tien gegadigden voor de positie en werd vervolgens op 19 maart 2002 door de gouverneur benoemd in de positie. Later dat jaar werd hij in de functie herkozen (sheriff is een verkiesbare positie in de Verenigde Staten) voor een volle termijn van vier jaar en ook in 2006, 2010 en 2014 werd hij herkozen. In de voorverkiezingen bij de democraten werd hij hierbij met een kleine meerderheid genomineerd (respectievelijk 59%, 54%, 53% en 52%) en bij de algemene verkiezingen met een republikeinse of onafhankelijke kandidaat als tegenstander, met ruime meerderheid.

### Begroting en botsingen met de lokale overheid
In januari 2008 kwam het Milwaukee County House of Correction (gevangenis) in Franklin zwaar onder vuur te liggen na een rapport van het National Institute of Corrections, waarin 44 punten van zorg werden benoemd en de gevangenis 'disfunctioneel' werd genoemd. De verantwoordelijkheid voor de gevangenis, toen nog een zelfstandige instelling onder Milwaukee County, werd vervolgens grotendeels overgedragen aan het bureau van de sheriff per 1 januari 2009. Clarke werd vervolgens geprezen om zijn spoedige adressering van de punten van zorg die in het rapport naar voren waren gekomen.
Clarke is diverse malen in conflict gekomen met de lokale overheid over de begroting van zijn organisatie. Zo zou volgens de begroting van 2014 volgens Milwaukee County Executive Chris Abele $12 miljoen moeten worden gesneden in de uitgaven, waardoor 69 banen wegbezuinigd moesten worden en enkele diensten (waaronder de gevangenis) moesten worden overgeheveld naar andere departementen. Dit zou volgens Abele de sheriff de kans moeten bieden om zich te concentreren op zijn kerntaken. Clarke verzette zich hevig en liet onder meer via een persbericht weten dat Abele "op drugs zou moeten worden getest. Hij moet heroïne gebruikt hebben of hallucineren om zulke uitlatingen te doen". Hierop liet Abele weten dat hij het betreurde dat Clarke geen fatsoenlijke en inhoudelijke discussie wilde voeren.
Een gepubliceerd accountantsrapport over zijn bureau toonde aan dat Clarkes bureau verbeurd verklaarde goederen had gebruikt om fitnessapparatuur voor zijn medewerkers te kopen, een Disneytraining te volgen en een bereden patrouille in te stellen. Het rapport stelde dat deze bestedingen de inkoopregels van de county schonden, hoewel ze niet de federale regels met betrekking tot verbeurde goederen schonden. Clarke werd door de Patricia Jursik, lid van de raad van toezicht van de county, bekritiseerd om het geld dat hij besteed had aan de bereden patrouille - een uitgave die door Clarke werd verdedigd.
In 2015 botsten Clarke en Abele wederom, nadat Clarke een rechtszaak had aangespannen tegen Milwaukee County over de begroting, om een hogere begroting af te dwingen. Clarke was van mening dat zijn bureau ondergefinancierd was, terwijl Abele opmerkte dat juist zijn bureau de sterkst gegroeide begroting had en Clarke bekritiseerde om zijn grote managementteam en het onnodige overwerk.

### Overlijden van Terrill Thomas
Het lokale huis van bewaring van Milwaukee County sloot het water af van de cel van de gevangene Terrill Thomas, wat leidde tot zijn overlijden als gevolg van extreme uitdroging op 24 april 2016. Volgens mede-gevangenen was het water zes dagen lang afgesloten en weigerde het personeel om Thomas van water te voorzien. Op 15 september 2016 stuurde het bureau van Clarke een bericht uit dat er geen commentaar zou worden gegeven op de zaak tot het onderzoek is afgerond.

### Standpunten
In januari 2013 werd Clarke uitgelicht in een serie radio-advertenties, die stelden dat burgers niet langer konden vertrouwen op de politie voor tijdige bescherming en zichzelf moesten bewapenen. Later die maand verscheen Clarke in het CNN-programma Piers Morgan Live samen met de burgemeester van Milwaukee en pleitbezorger van strengere wapenwetten Tom Barrett, die stelde dat het onverantwoord was geweest van Clarke om te impliceren dat het geen zin had voor burgers om het noodnummer 911 te bellen als ze hulp nodig hadden. Ook op het gebied van marihuana nam hij een conservatieve positie in, waarbij hij de drug geen andere status wilde geven dan harddrugs, tijdens een hoorzitting van het parlement in 2015.

### Politiek

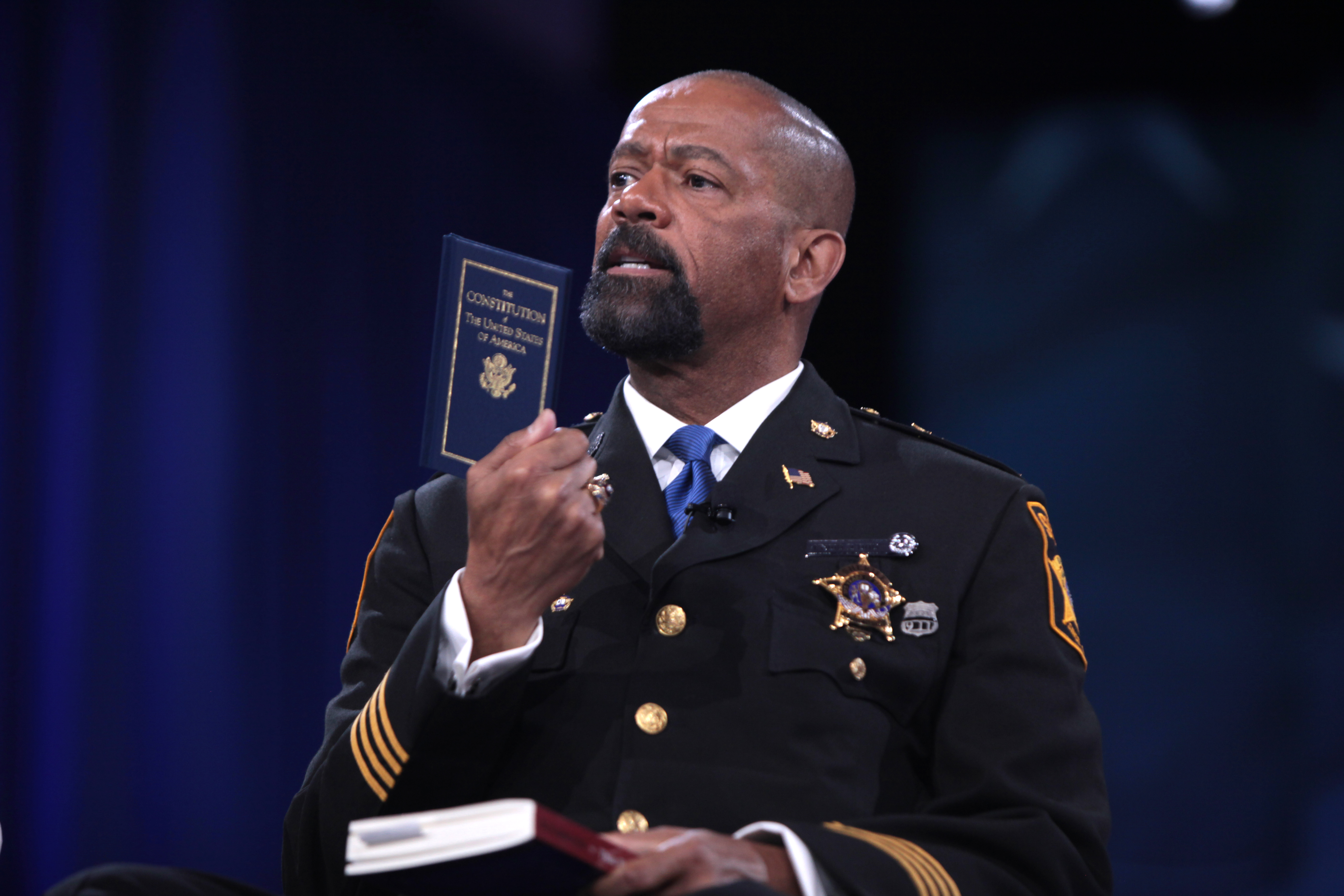
Clarke holding up a copy of the United States Constitution

Clarke staat geregistreerd als democraat, wat voordelig is in het sterk democratische Milwaukee County (sheriff is een verkiesbare functie). Hij wordt echter in het algemeen beschouwd als een conservatief en wordt geduid als "right of most righties" (rechtser dan de meeste rechtsen). Clarke uit regelmatig kritiek op de democraten van Milwaukee, waaronder de burgemeester van Milwaukee, Tom Barrett. Hij spreekt regelmatig bij republikeinse bijeenkomsten en ondersteunt de conservatieve National Rifle Association, die fondsen heeft geworven voor zijn herverkiezingscampagnes.
Clarke is op zijn beurt weer bekritiseerd door de lokale democratische partij. In 2014 stelde Clarke op zijn website dat hij vraagtekens zette bij partijgebonden verkiezingen voor het ambt van sheriff. Hij schreef dat hij "nooit iemand gevraagd heeft voor hem te stemmen omdat hij democraat is, maar vanwege zijn jarenlange inzet om burgers veilig te houden." en dat er "geen democratische of republikeinse manier is om sheriff te zijn. De andere partij is niet de vijand, dat is de crimineel".
In januari 2014 kondigde Clarke aan dat hij overwoog om zich kandidaat te stellen voor de positie van burgemeester van Milwaukee in 2016, maar uiteindelijk besloot hij om dit toch niet te doen en in plaats daarvan de republikeinse kandidaat te steunen, overigens zonder succes.
Clarke was een grote supporter van de presidentiële kandidatuur van Donald Trump en stelde alles te doen wat hij kon om hem hierbij te helpen. Hij sprak tijdens het Republikeinse Partijcongres in Cleveland, Ohio. In oktober 2016 tweette hij: "It's incredible that our institutions of gov, WH, Congress, DOJ, and big media are corrupt & all we do is bitch. Pitchforks and torches time" met daarbij een foto van een mensenmenigte met hooivorken en toortsen.
Na de winst van Trump in de presidentsverkiezingen, werd Clarke genoemd als een mogelijke kandidaat voor een kabinetspositie, bijvoorbeeld als minister voor binnenlandse veiligheid. In mei 2017 maakte Clarke bekend dat hij een positie bij het Ministerie van Binnenlandse Veiligheid zou betrekken, als assistant secretary, maar hij trok dit later weer in.

### Optreden in de media

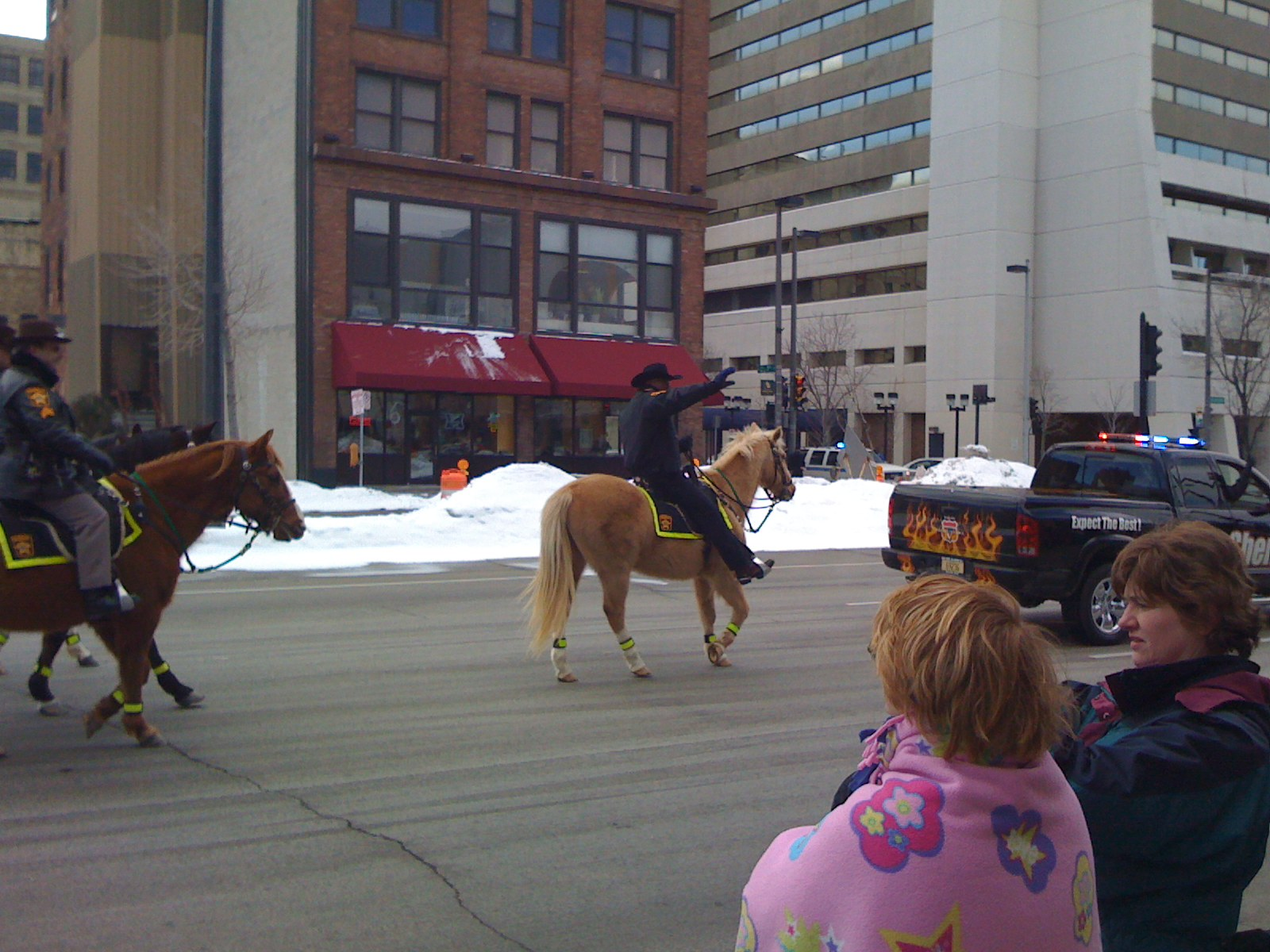
Clarke on horseback at the 2008 Milwaukee St. Patrick's Day parade

Clarke wordt gezien als een onorthodoxe sheriff en wordt van tijd tot tijd met de politieke extremen geassocieerd. Hij verscheen regelmatig in het openbaar te paard met een cowboyhoed, het klassieke beeld van een sheriff.
In 2013 werd hij uitgeroepen tot Sheriff van het Jaar door de Constitutional Sheriffs and Peace Officers Association, een groep die wordt beschuldigd van het uiten van radicaal-rechtse standpunten. Eerder dat jaar had hij al een interview gegeven in een show van Alex Jones, die bekend staat om zijn samenzweringstheorieën.
Clarke verscheen ook regelmatig bij grotere televisiezenders als CNN en Fox News om controverses rond de politie te bespreken. Hij gaf "liberaal beleid" de schuld van ongeregeldheden en andere problemen in Amerikaanse steden. Clarke was als sheriff een veelvuldig en luidruchtig criticus van de Black Lives Matter-beweging, die hij beschreef als een haatgroep en "Black Lies Matter" noemde, en waarschuwde dat de beweging bereid zou zijn om samen te werken met ISIS. Hij koos veelvuldig de aanval richting opponenten in het debat: zo noemde hij voormalig Attorney General Eric Holder een "a-hole" en beschuldigde hem tijdens een getuigenis bij een hoorzitting in de senaat van vijandigheid tegen de politie, refereerde aan dominee en mensenrechtenactivist Al Sharpton als een charlatan en bekritiseerde Beyoncé omdat ze naar Black Panthers verwees tijdens een belangrijk optreden.
Clarke kreeg vooral veel aandacht in conservatieve media en in 2015 begon hij een podcast onder de titel "David Clarke: The People's Sheriff" bij TheBlaze Radio Network van Glenn Beck, waarin hij onder meer steun uitsprak voor een omstreden bezetting van het Malheur National Wildlife Refuge. Hij ontving kritiek vanwege ongezouten en omstreden uitlatingen in deze podcast. Hij trad regelmatig op als gast bij Fox News en was eenmalig gastpresentator bij de Sean Hannity Show in september 2015.

### Aftreden
In 2017 besloot Clarke af te treden. Zijn populariteit als sheriff was inmiddels tanende: begin 2017 werd een opiniepeiling gepubliceerd waaruit bleek dat nog slechts 31% van de inwoners vond dat Clarke zijn taak goed uitvoerde, tegenover 62% die vond dat hij zijn taak niet goed uitvoerde. Op 31 augustus 2017 trad Clarke af als sheriff, en werd hij medewerker van een Super PAC die Donald Trump ondersteunt, America First Action. Hij was daaraan verbonden als woordvoerder en adviseur tot februari 2019.